# Rutka (fiume)
La Rutka (in russo Рутка?) è un fiume della Russia europea, tributario di sinistra del Volga. Scorre nel Šarangskij rajon dell'oblast' di Nižnij Novgorod e nei rajon Kilemarskij e Gornomarijskij della Repubblica dei Mari.

## Descrizione
La sorgente del fiume si trova a sud-ovest del villaggio di Bol'šaja Rudka, 12 km a sud-est del villaggio di Šaranga. Il fiume scorre verso sud-ovest, dopo aver attraversato il confine con la Marelia, gira a sud. Il corso superiore del fiume fino a Staraja Rudka è privo di alberi, con insediamenti occasionali lungo le rive. Nel corso medio e inferiore il fiume scorre attraverso foreste e aree disabitate. La sua lunghezza è di 153 km, il bacino idrografico di 1 950 km². Confluisce nel bacino di Čeboksary sul Volga (a 2 016 km dalla foce) di fronte alla cittadina di Koz'modem'jansk.